# Carlo Florimbi
Carlo Florimbi (Montorio al Vomano, 9 agosto 1947) è un allenatore di calcio italiano.
Nella sua ultratrentennale carriera da allenatore ha guidato tutte le principali formazioni abruzzesi, ad eccezione del Pescara. Ha all'attivo una promozione in Serie C2, conquistata alla guida del Lanciano nel 1986, ed una in Serie B come tecnico del Messina, nel 2001.

## Carriera
Comincia la carriera da allenatore nella Santegidiese, in Serie D. Nel 1980-1981 subentra a campionato in corso a Paolo Ferrario e nella stagione successiva subentra a Dino Panzanato alla guida del Teramo, in Serie C2; nonostante la crisi societaria, conclude entrambe le stagioni al 5º posto attirandosi l'interesse del presidente dell'Aquila Luigi Galeota che lo porta nel capoluogo abruzzese. Sotto la guida di Florimbi, i rossoblù mettono in mostra un ottimo gioco arrivando, nel 1982-1983, a sfiorare la promozione giungendo secondi ad una manciata di punti dalla Lodigiani capolista.
Nel 1984 Florimbi passa alla guida del Lanciano con cui, la stagione seguente, vince il campionato conquistando la promozione in Serie C2; rimane alla guida dei rossoneri per altre due stagioni, concluse a ridosso delle prime posizioni, prima di passare al Fano e poi al Campobasso, dove viene esonerato. Tra il 1990 e il 1994 torna in Abruzzo allenando nell'ordine Giulianova, Teramo e Francavilla.
Nel 1994-1995 inizia e termina il campionato alla guida del Matera, in Serie C2, trascinando i lucani sino alla 2ª posizione finale prima di perdere i play-off in finale contro il Savoia. Rimane in Basilicata, subentrando a campionato iniziato a Vito Chimenti, anche la stagione seguente, dilaniata dalle vicissitudini societarie del club e conclusa a metà classifica. Dopo due stagioni al Rimini e Chieti, passa a stagione in corso al Casarano non riuscendo, tuttavia, ad evitarne la retrocessione nei dilettanti.
Dopo un breve ritorno al Lanciano, nel 2000 fa il suo esordio in Serie C1 subentrando a Paolo Beruatto alla guida del Messina. Dopo un'avvincente rincorsa, chiude la stagione in 2ª posizione, dietro la corazzata Palermo, conquistando poi la promozione in Serie B attraverso i play-off. Nonostante la promozione, Florimbi non viene riconfermato per la stagione seguente passando quindi al Foggia, quindi all'Arezzo e ritornando, infine, in Abruzzo, a Chieti.
Sul finire della sua carriera allena anche Taranto, Benevento, Martina e Brindisi.

## Palmarès

### Allenatore

#### Competizioni nazionali
- Campionato Interregionale: 1

Lanciano: 1985-1986